# Youssef Baba
Youssef Baba (en arabe : يوسف بابا), né le 7 août 1979 à Khénifra, est un athlète marocain spécialiste du 1 500 m.